# Hans Christian Knuth
Hans Christian Knuth (* 6. September 1940 in Greiz, Thüringen; † 14. September 2023 in Schleswig) war ein deutscher lutherischer Theologe. Er war von 1991 bis 2008 Bischof des Sprengels Schleswig der Nordelbischen Evangelisch-Lutherischen Kirche.

## Leben
Der Sohn eines Propstes  besuchte zwischen 1946 und 1952 die Grundschule in Hamburg-Winterhude. 1953 war er Schüler der Gelehrtenschule des Johanneums zu Hamburg. Von 1954 bis 1960 war er am Alten Gymnasium in Flensburg. Danach studierte Knuth in Tübingen von 1960 bis 1963 Theologie. In Zürich studierte er 1963 und 1964 Philosophie. Sein Examen legte er 1964/65 in Kiel ab. Zwischen 1965 und 1968 promovierte er in Tübingen und Zürich. Im Juli 2010 verlieh ihm die Theologische Fakultät der Universität Kiel die Ehrendoktorwürde.
Sein Vikariat absolvierte er 1969/70 in Selent und Preetz. Ab 1970 war er für fünf Jahre Gemeindepastor an der Michaeliskirche in Kiel-Hassee. 1975 wurde er Referent der Kirchenleitung in Kiel und wechselte 1979 als Studienleiter an das Predigerseminar in Preetz. Ab 1981 war er als Oberkirchenrat im Referat für Theologische Grundsatzfragen der Lutherischen Kirchenamt der Vereinigten Evangelisch-Lutherischen Kirche Deutschlands (VELKD) tätig. 1985 bis 1991 arbeitete er als Pastor und Propst im zum Sprengel Schleswig gehörenden Kirchenkreis Eckernförde. 1990 wurde er zum Bischof des Sprengels Schleswig gewählt. Bei der Wahl gab es mit Rut Rohrandt erstmals auch eine weibliche Kandidatur für das Bischofsamt.
Von 1994 bis 1999 war er Catholica-Beauftragter der Vereinigten Evangelisch-Lutherische Kirche Deutschlands (VELKD) und von 1999 bis Oktober 2005 Leitender Bischof der VELKD. Ab 2004 war er Vorsitzender der Kirchenleitung der Nordelbischen Evangelisch-Lutherischen Kirche (NEK). Knuth amtierte bis zum 30. September 2008 und trat dann in den Ruhestand. Zu seinem Nachfolger wählte die Landessynode der NEK den bisherigen Propst Gerhard Ulrich.
Ab 1975 war er mit der Sonderschul- und Sprachheillehrerin Sigrid Knuth-Baschek verheiratet. 1979 wurde sein Sohn geboren. Knuth hatte einen älteren Bruder und eine ältere Schwester.
Im September 2023 starb Knuth im Alter von 83 Jahren.